# Lithoglypha
Lithoglypha är ett släkte av lavar. Lithoglypha ingår i familjen Acarosporaceae, ordningen Acarosporales, klassen Lecanoromycetes, divisionen sporsäcksvampar och riket svampar.
|             | Glypholecia                             |
|             |                                         |
|             | Acarospora                              |
|             |                                         |
|             | Silobia                                 |
|             |                                         |
| Lithoglypha | \| \| Lithoglypha aggregata \| \| \| \| |
|             | \| \| Lithoglypha aggregata \| \| \| \| |
|             | Sarcogyne                               |
|             |                                         |
|             | Pleopsidium                             |
|             |                                         |
|             | Polysporina                             |
|             |                                         |
|             | Lithoglypha aggregata                   |
|             |                                         |

|  | Lithoglypha aggregata |
|  |                       |